# Turmfalk
Der Turmfalk ist ein 2201 m ü. A. hoher Berg in der Falkengruppe im Karwendel in Tirol.
Der Gipfel ist nur als schwere, weglose Bergtour aus dem Rißtal erreichbar.